# Myrmarachne eumenes
Myrmarachne eumenes là một loài nhện trong họ Salticidae.
Loài này thuộc chi Myrmarachne. Myrmarachne eumenes được Eugène Simon miêu tả năm 1900.